# Prolaena ceylonica
Prolaena ceylonica là một loài bọ cánh cứng trong họ Tenebrionidae. Loài này được Motschulsky miêu tả khoa học đầu tiên năm 1858.